# チャワリット・ヨンチャイユット
チャワリット・ヨンチャイユット （タイ語: พลเอก ชวลิต ยงใจยุทธ、英語: General Chavalit Yongchaiyudh、1932年5月15日 - ）はタイの軍人（陸軍大将）、政治家。タイの首相を務めた。
共産党対策で発揮した智謀から「タイの諸葛孔明」のニックネームを持つ。

## 概要
1932年生まれ。陸軍士官学校を首席で卒業、職業軍人としてキャリアを積み、陸軍参謀長を経て1986年5月に陸軍司令官、同年10月から国軍最高司令官代行を兼任。
1990年に退役し、民間人としてチャッチャイ内閣の副首相兼国防相に就任、2カ月後に辞任し、新希望党を立ち上げた。
第1次チュワン内閣において1992年-1994年内相、1993年-1994年労働・社会福祉相、1994年副首相、バンハーン内閣において1995年-1996年副首相兼国防相と閣僚を歴任する。
1996年の総選挙で国民党の地方政治家を大量に取り込んで新希望党が第1党となり、首相兼国防相に就任、経済自由化と規制緩和に取り組んだ。しかし、アジア通貨危機で有効な対策が打てず、1997年末に辞任した。
2001年のタクシン内閣誕生で副首相兼国防相に就任。2002年に新希望党はタイ愛国党と合併している。2008年ソムチャーイ内閣の副首相を務めた。

## 栄典
- ラーマーティボーディー勲章